# Posidippo

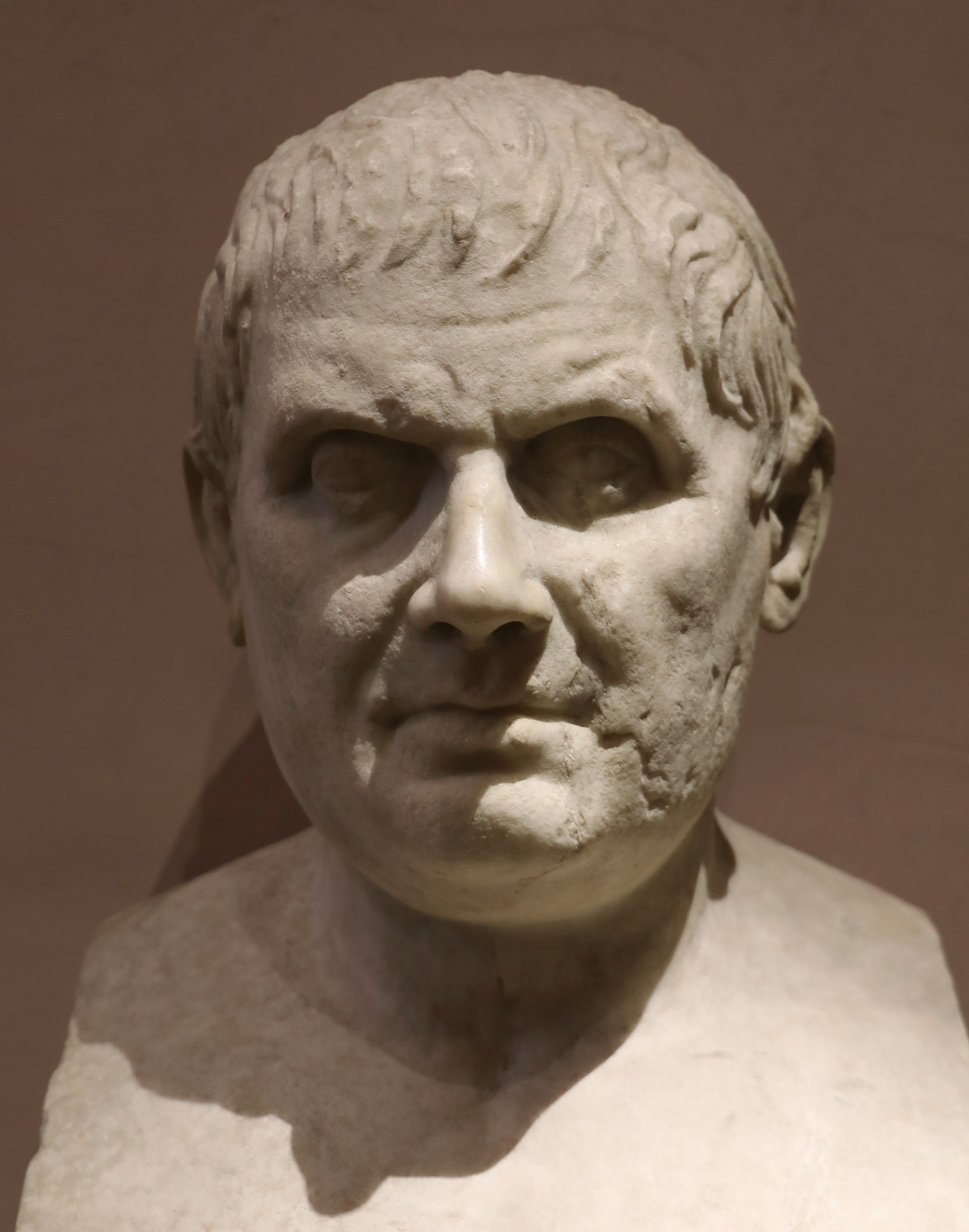
Erma di Posidippo di Pella, 50 a.C. circa, galleria degli Uffizi, Firenze

Posidippo (Pella, 310 a.C. – 240 a.C.) è stato un poeta greco antico, epigrammista aderente all'Orfismo.

## Biografia
Nato nella capitale del regno di Macedonia, visse per diverso tempo sull'isola di Samo, dove fu, probabilmente, membro di un cenacolo letterario con i suoi amici Edilo e Asclepiade di Samo. In un secondo tempo si sarebbe stabilito definitivamente ad Alessandria d'Egitto alla corte di Tolomeo I e, successivamente, di Tolomeo II, svolgendo incarichi per cui fu onorato dalla Lega Etolica.

## Epigrammi
Ventitré dei suoi epigrammi sono inclusi nell'Antologia Palatina e molti altri vengono citati per intero nel Deipnosophistai di Ateneo di Naucrati.

Si riteneva che Posidippo avesse composto versi solo sull'amore e di tipo simposiaco, quando, nel 2001, venne acquistato dall'università di Milano il papiro, parte del cartonnage di una mummia egiziana datata attorno al 180 a.C., ma il papiro probabilmente è del III a.C., come emergerebbe da confronti paleografici. Esso contiene 112 epigrammi, dei quali due attribuiti con certezza a Posidippo (uno su un'incisione su una gemma cfr. Tzetzes Chiliades VII 630-660; e l'altro su Lisippo cfr AG XVI 119). Siccome la paternità di questi due componimenti è stata riconosciuta a Posidippo, i filologi hanno dedotto che molto probabilmente anche il resto del papiro possa essere opera del poeta. La antologia comprende epigrammi sulle pietre preziose, di origine orfica; sui presagi; degli epigrammi anatematici; degli epigrammi sepolcrali; sugli scultori e statue; su vittorie equestri; su naufragi; su guarigioni miracolose; su caratteri particolari.